# Gonatostylis
Gonatostylis ist eine Gattung aus der Familie der Orchideen (Orchidaceae). Sie besteht aus nur zwei Arten, die auf Neukaledonien und Alofi vorkommen.

## Beschreibung
Die zwei Arten der Gattung Gonatostylis wachsen als ausdauernde krautige Pflanzen. Sie bilden ein kriechendes Rhizom, die Wurzeln sind dick und behaart. Die aufsteigenden Sprossachsen tragen die Laubblätter in einer grundständigen Rosette. Die Laubblätter sind grün oder bräunlich mit dunklerer Zeichnung. Die längliche bis lanzettliche Blattspreite geht in einen kurzen, breiten Blattstiel über, die röhrenförmigen Blattbasen umfassen die Sprossachse und verbergen ihn komplett.
Die Blütenstandsachse des endständigen traubigen Blütenstandes ist drüsig behaart. An ihr befinden sich sechs bis neun Hochblätter, weiter oben zahlreiche kleine Blüten. Die Tragblätter sind etwas länger als der Fruchtknoten, beide sind ebenfalls drüsig behaart. Der Fruchtknoten ist verdreht und die Blüten entsprechend resupiniert. Die Blütenhüllblätter öffnen sich kaum, die drei Sepalen umfassen die inneren Blütenhüllblätter. Die seitlichen Petalen sind asymmetrisch länglich oder verkehrt-lanzettlich, sie haften am oberen Petal an. Die Lippe ist fleischig, an der Basis ausgebuchtet, im Innern mit zwei längs verlaufenden fleischigen Leisten und verschiedenen Anhängseln versehen, auf der Außenseite warzig-papillös. Die Säule ist schmal, mit einem Knick um 90° in der Mitte. Das Staubblatt ist rundlich bis bohnenförmig, es enthält zwei Pollinien, die direkt an der Klebscheibe (Viscidium) sitzen. Die Narbe besteht aus zwei miteinander verbundenen Flächen und ist konkav eingesenkt. Das Trenngewebe zwischen Narbe und Staubblatt (Rostellum) ist am Ende schwach eingeschnitten.
Die langgestreckten Samen messen 0,6 bis 1,3 mm.

## Vorkommen
Gonatostylis ist hauptsächlich von Neukaledonien bekannt. Während etwa Hallé sowie Ormerod und Cribb beide Arten als endemisch auf Neukaledonien angeben, berichtet die Checkliste der Kew Gardens bei Gonatostylis vieillardii von einem Vorkommen auf Alofi. Bei R. Govaerts ist die Art aber nicht mehr von dort genannt. Gonatostylis findet man in Höhenlagen von 100 bis 1400 Meter. Sie wachsen in Regenwald, Savanne und Buschland.

## Systematik und botanische Geschichte
Gonatostylis wird innerhalb der Tribus Cranichideae in die Subtribus Goodyerinae eingeordnet. Nach Dressler lässt sich diese weiter in zwei Gruppen unterteilen; Gonatostylis steht in der größeren Gruppe, deren Narbe nicht zweigeteilt ist. Nah verwandt ist Danhatchia australis aus Neuseeland, auch einige Goodyera-Arten weisen Ähnlichkeiten auf.
Die Erstbeschreibung gab Heinrich Gustav Reichenbach 1876 unter dem Namen Rhamphidia vieillardii in Linnaea; Ein Journal für die Botanik in ihrem ganzen Umfange Band 41, Teil 1, Seite 58. Die Gattung Gonatostylis wurde 1906 von Rudolf Schlechter in Botanische Jahrbücher für Systematik, Pflanzengeschichte und Pflanzengeographie Band 39, Teil 1, Seite 56 aufgestellt. Der Gattungsname setzt sich aus den griechischen Wörtern γωνία gonia für „Winkel“ und στήλη stylos für „Säule“, zusammen; er bezieht sich auf die abgewinkelte Säule. Die Typusart ist Gonatostylis vieillardii (Rchb.f.) Schltr. Nicolas Hallé beschrieb 1977 die zweite Art, Gonatostylis bougainvillei N.Hallé in Flore de la Nouvelle-Calédonie et Dépendances Band 8, Seite 546.

## Arten
- Gonatostylis bougainvillei N.Hallé: Sie kommt im zentralen Neukaledonien vor.[4]
- Gonatostylis vieillardii (Rchb.f.) Schltr.: Sie kommt in Neukaledonien vor.[4]

## Verwendung
Beide Arten werden auf Neukaledonien gelegentlich kultiviert. In humosem, durchlässigem Substrat an einem schattigen Standort wird die Kultur als relativ einfach eingeschätzt.